# Ceraunius Catena
La Ceraunius Catena è una formazione geologica della superficie di Marte.